# Josefin Åsberg
Josefin Åsberg   (Älvsborg, 30 de juliol de 1974) és una directora artística i dissenyadora de producció sueca en l'àmbit del cinema.
El 2013, va ser nominada al premi Guldbagge a la millor direcció artística per Monica Z. Va treballar amb Ruben Östlund en el film del 2014 Força Major, per al qual hom li va encarregar de basar els escenaris basant-se en els alpins. Més endavant, el 2017, va dissenyar l'escenari de The Square, pel·lícula també d'Östlund gràcies a la qual ella va rebre el Premi Vulcan al Festival de Canes i el Premi de Cinema Europeu al Millor Dissenyador de Producció. Va tornar a optar al premi Gulbagge a la millor direcció artística el 2018 per The Square. El 2023, va ser nominada com a dissenyadora de producció de El triangle de la tristesa i Bränn alla mina brev per partida doble.

## Filmografia

### Com a dissenyadora de producció
- Lilya 4-ever (2002)
- Kopps (2003)
- Fragile (2004)
- God morgon alla barn (2005)
- Linerboard (2006)
- Nina Frisk (2007)
- Pingpong-kingen (2008)
- Mammut (2009)
- Monica Z (2013)
- The Quiet Roar (2014)
- Força Major (2014)
- Upp i det blå (2016)
- The Square (2017)
- X & Y (2018)
- El triangle de la tristesa (2022)
- Bränn alla mina brev (2022)
- Tillsammans 99 (TBA)

### Com a directora artística
- Lilya 4-ever (2002)
- Kopps (2003)
- God morgon alla barn (2005)
- Nina Frisk (2007)
- Pingpong-kingen (2008)
- Força Major (2014)
- The Square (2017)
- X & Y (2018)
- Bränn alla mina brev (2022)